# Tarján György
Tarján György (Budapest, Terézváros, 1909. március 14. – 1988. december 25.) szülész-nőgyógyász, énekes-színész, Tarján Imre (1910–1969) újságíró unokabátyja.

## Élete
Tarján Hugó (1882–1938) életbiztosítótársasági vezértitkár, nyugalmazott őrnagy és Perlesz Erzsébet (1888–1939) fiaként született zsidó családban. Születését megelőző évben apja kitért a katolikus vallásra. Nagybátyja Tarján Leó (1880–1943) kormánytanácsos, Debrecen tiszteletbeli főügyésze, ügyvéd. 
Középiskolai tanulmányait a Budapesti II. kerületi Érseki Katolikus Reálgimnáziumban végezte. Ezután kitanulta az autószerelő szakmát. Tizenkilenc évesen Szabolcs Ernő a Fővárosi Operettszínházhoz vitte, ahol elsőként a Kié vagy, mondd?! kezdetű Eisemann Mihály-dalt énekelte a Miss Amerika című operettben. 1928 októberétől Ábrahám Pál Az utolsó Verebély-lány című háromfelvonásos operettjében játszotta Józsi szerepét. 1929-ben énekes- és táncosszerepekre szerződtette a Fővárosi Operettszínház. Ábrahám Pál Viktória című operettjében Lábass Juci mellett ő énekelte Koltay István huszárfőhadnagy (tenor) szerepét. Ugyanebben az évben a His Master's Voice lemezkiadó Londonba hívta, ahol tizenkét lemezoldalt vettek föl vele. 1931 márciusában a berlini Metropol Theater kötött vele szerződést. Tizenhét hónapot töltött a német fővárosban, ahol játszott a Viktória, a Hawaii rózsája és a Csodabár című Ábrahám-operettekben.
Az 1931/1932. tanévet a Berlini Egyetem Orvostudományi Karán töltötte. 1933-ban Antonio Grivelle grófot alakította az Egy éj Velencében című német-magyar koprodukcióban készült zenés filmben. 1934-ben a Pázmány Péter Tudományegyetemen pályadíjat nyert Az állati szén hatása a bél baktériumflórájára című munkájával.
1936. május 2-án a budapesti Pázmány Péter Tudományegyetemen avatták orvosdoktorrá. Oklevelének megszerzése után – feladva színpadi karrierjét – a Frigyesi József által vezetett I. sz. Szülészeti és Nőgyógyászati Klinika díjtalan gyakornoka lett. Az 1939. május 5-én hatályba lépett második zsidótörvény következtében nem folytathatta munkáját a Klinikán. Magángyakorlatot folytatott; szülészorvosként ő segítette világra Marton Lászlót is, a Vígszínház későbbi igazgatóját.
1941. szeptember 7-én házasságot kötött Rozsnyai Edittel a Rákóczi Kollégium templomában.
1945. április 1-jén ismét a Klinika gyakornokává választották, majd hamarosan tanársegédi kinevezést kapott. 1956-tól 1976-ig, nyugalomba vonulásáig a Fővárosi Tanács Schöpf-Merei Ágoston Kórház Szülészeti Osztályának főorvosa volt.
Hamvasztás utáni búcsúztatóját 1989. január 20-án az Új köztemetőben tartották.

## Művei
- Érfal-oldal lekötése, vivőér kímélése céljából, vérátömlesztések kapcsán. (Magyar Nőorvosok Lapja, 1946, 2.)
- Madlener által ajánlott petevezető lekötésnek módosítása. (Magyar Nőorvosok Lapja, 1947, 7–8.)
- A szemfenéki vérnyomás értékelése a terhességi mérgezések kapcsán. Erőss Sándorral. (Orvosi Hetilap, 1948, 26.; Orvosok Lapja, 1948, 39.)
- A portioerosio kezelése chamazulennel (azulenollal). Rechnitz Kurttal. (Orvosok Lapja, 1948, 46.)
- Beszámoló a súlyosabb nephropathiák és az eklampsia újabb gyógykezeléséről. (Magyar Nőorvosok Lapja, 1949, 2.)
- Újabb eszköz a hasüreg szúrcsapolására. (Orvosok Lapja, 1949, 4.)
- Kisérletes vizsgálatok adrenalin és hypophisis hátsó lebeny hormonnak patkány vese és májra gyakorolt hatásáról. Ágoston Jánossal, Rechnitz Kurttal. (Orvosi Hetilap, 1949, 5.)
- Kísérletes vizsgálatok az eklampsia kórokának kiderítésére. Péteri Lászlóval. (Orvosi Hetilap, 1949, 28.)
- A szemfenéki vérnyomás viselkedése érszűkítőkre és értágítókra macskán. Erőss Sándorral, Péteri Lászlóval. (Orvosi Hetilap, 1950, 14.)
- Terhességi toxicosist utánzó miliaris T.B.C. esete. Péteri Lászlóval, Erőss Sándorral és Haász Péterrel. (Orvosi Hetilap, 1950, 14.)
- Újabb szempontok a nephropathiák és toxaemiák kérdésében. Péteri Lászlóval, Bereznay Istvánnal és Erőss Sándorral. (Magyar Nőorvosok Lapja, 1951, 1.)
- A sectio caesarea kiterjesztése súlyos toxaemiában szenvedők eseteire. Horn Bélával, Péteri Lászlóval. (Magyar Nőorvosok Lapja, 1951, 5.)
- A méhlepény szerepe az aktív tbc-ben szenvedő szülőnők eseteiben. Rechnitz Kurttal. (Magyar Nőorvosok Lapja, 1951, 11.)
- Terhességi toxaemiában elhaltak májának és veséjének luminescentia mikroszkópos vizsgálata. Péteri Lászlóval. (Magyar Nőorvosok Lapja, 1953, 11-12.)
- Az arterio-venosus anastomosisok szerepe az arteria uterina rendszerében. Kiss Ferenccel. (Magyar Nőorvosok Lapja, 1956, 3.)
- Új helyi érzéstelenítő készülék szerepe a nőgyógyászatban. (Magyar Nőorvosok Lapja, 1957, 6.)
- 3 év császármetszéseinek eredményei. (Magyar Nőorvosok Lapja, 1958, 3.)
- Újabb adat a terhességi toxaemiában létrejövőszívhalál kialakulásának kórképéhez. (Magyar Nőorvosok Lapja, 1958, 6.)
- Az ún. toxaemias diaeta hatásának kísérletes vizsgálata. Székesi Józseffel. (Magyar Nőorvosok Lapja, 1967, 4.)